# Georg Emil Betzonich

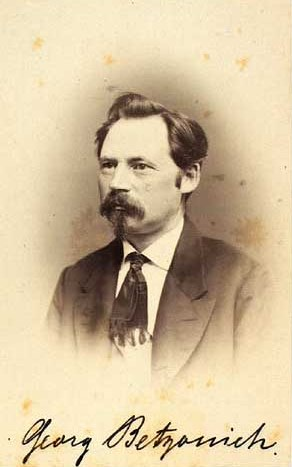
Georg Emil Betzonich.

Georg Emil Betzonich, född den 10 juli 1829, död den 7 april 1901, var en dansk författare, farbror till Axel Emil Betzonich och far till skulptören Johanne Pedersen-Dan.
Betzonich deltog i de bägge slesvigska krigen först Slesvig-holsteinska kriget 1848–1850 och sedan Dansk-tyska kriget 1864. Han är främst känd genom sitt patriotiska skådespel Landsoldaten (1886).